# Sonnenlehen
Das Sonnenlehen war zu Zeiten des Lehnswesens ein Name für die zu freiem Eigentum überlassenen Güter, die nur der Sonne oder Gott zu Lehen gingen.
Der Name wurde jedoch auch für solche Lehnsgüter gebraucht, bei denen der Zins (Lehnenszins) an einem bestimmten Tag vor Sonnenaufgang zu entrichten war.